# 安宁河谷平原

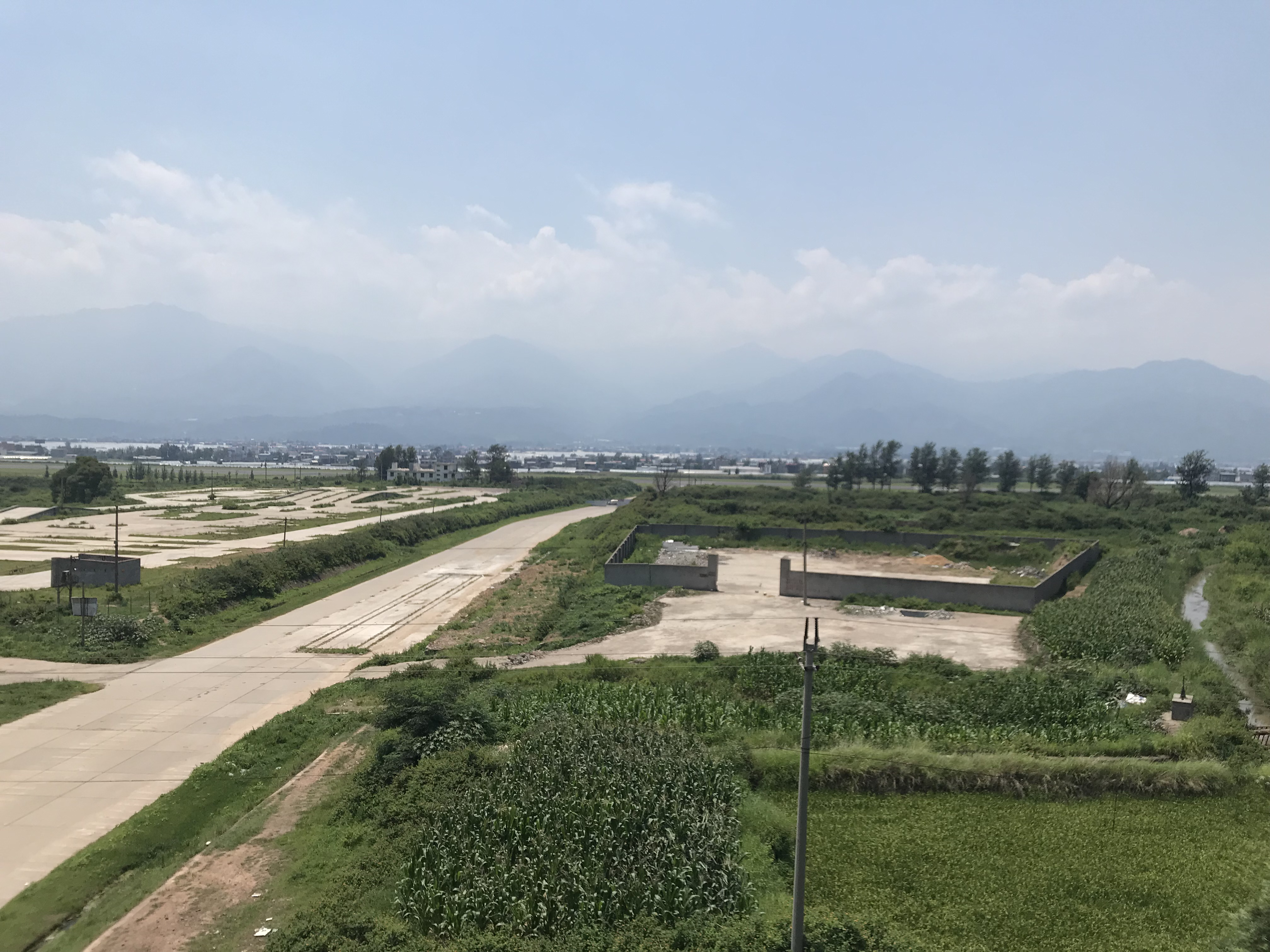
西昌市安宁镇境内

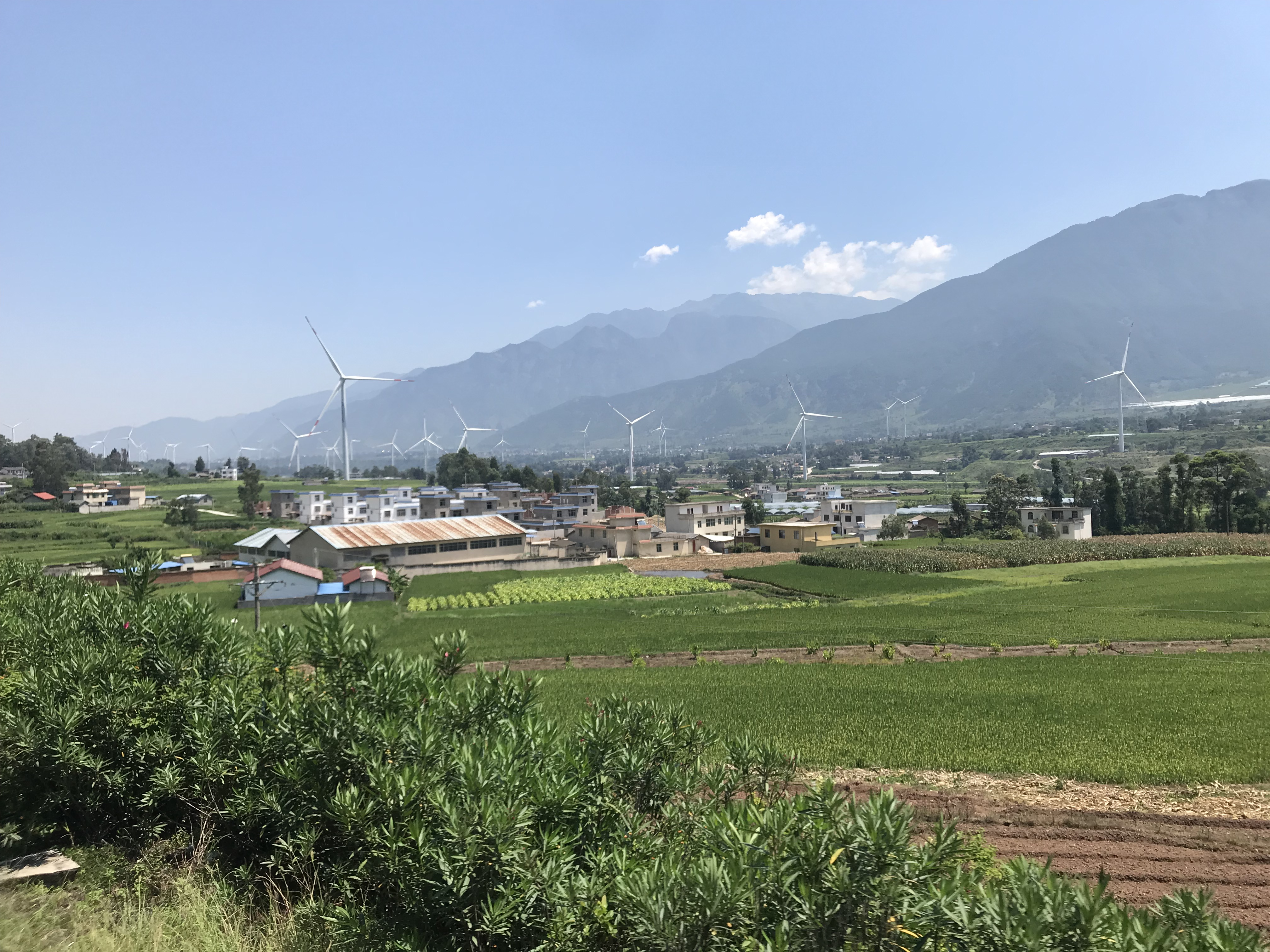
德昌县阿月乡黄家坝境内的德昌风电场五期

安宁河谷平原是中华人民共和国四川省的第二大平原，位于凉山彝族自治州。根据《中国大百科全书》记载：“阶地发育，宽4—10公里，坡度平缓，面积达1800平方公里，为川西南唯一最大河谷平原。由于谷地宽展，气候温暖，灌溉便利，土壤肥沃，故耕地连片，人烟集中，农业发达，是川西南主要产粮区。”
安宁河谷为汉族和少数民族杂居区，主要为汉族。清朝嘉庆年间受到白莲教影响，约有42万汉民移居至安宁河谷平原。黄联关镇和中坝乡为河源客家人聚居区。居住在安宁河谷平原的少数民族包括彝族、回族、藏族等，其中回族主要在元朝时期迁入，裕隆和高草是四川省仅有的两个回族乡；部分居住在凉山高海拔地区的彝族人选择迁往自然条件更佳的安宁河谷定居，成为所谓“水田族”。

## 地质
安宁河谷自然条件复杂，构造活动强烈，地震烈度高，岩体软弱破碎，生态环境脆弱。安宁河谷易发生滑坡、崩塌、泥石流等地质灾害。安宁河断裂是川滇活动地块东边界的主要活动断裂带, 在断裂附近的西昌地区历史记载过1536和1850年2次以上7.5级以上的地震。

## 特点
平原成串珠状排列，土壤肥沃，水利条件优良，不易受到北方冷空气和南方干热风的影响。交通线沿河分布，河上可以季节性行船。

## 历史文化
2016年，在西昌市裕隆乡发现了川西南最早的新石器时代遗存，出土了陶器、青铜器、铁器和饰品等文物，主要为新石器时代晚期至商周时期文物。